# Valentina Pistoli
Valentina Pistoli (ur. 1928 w Korczy, zm. 1993) – pierwsza albańska architektka.

## Życiorys
Studiowała architekturę w Bułgarii na Uniwersytecie Sofijskim im. św. Klemensa z Ochrydy, który ukończyła w 1952 jako pierwsza kobieta-architekt w Albanii.
Projektowała zespoły mieszkaniowe w Korczy, Wlorze, Elbasanie, jak również hotele w Kukësie, Bajram Curri, Elbasanie, Tiranie, Himarze, Durrësie i teatr w Krui. Za jej największe osiągnięcie uważany jest Hotel Tirana w centrum Tirany – piętnastopiętrowy hotel o 324 pokojach zaprojektowany przez zespół pod jej kierownictwem pod koniec lat 60. XX wieku, a ukończony w 1979. Do późnych lat 90. XX wieku był on najwyższym budynkiem w Albanii.
Wykładała architekturę na Wydziale Inżynieryjnym Politechniki Tirańskiej. Należała do Komunistycznej Partii Albanii. Imię Valentiny Pistoli nosi jedna z ulic w południowo-zachodniej części Tirany (dzielnica Komuna e Parisit).